# 長谷部純也
長谷部 純也（はせべ じゅんや、1966年11月19日 - ）は、元競輪選手。日本競輪学校第57期卒業。現役時は日本競輪選手会茨城支部所属。師匠は樫村行雄（30期）。

## 来歴
学校法人石川高等学校在学中、全国高等学校総合体育大会自転車競技大会で1983年に団体追抜、1984年にポイントレースを優勝する。卒業後は日本競輪学校に57期生として入学し、同期に坂本勉・波潟和男・梶應弘樹らがいる中で、在校競走成績は坂本に次いで2位だった。卒業後は1986年5月3日に花月園競輪場でデビューし6着。初勝利は同年5月4日の同場だった。
1988年のオールスター競輪（岸和田競輪場）で決勝3着となり、直後に2度目の出場となった全日本新人王戦（小倉競輪場）決勝で、同期の坂本らを破って優勝した。
その後もトップクラスで活躍を続け、GI（及び相当する開催）で6回の決勝進出歴がある。
2012年11月16日の小倉競輪場第9R・A級特選9着を最後の競走として、同年11月29日にA級1班在位のまま選手登録消除。通算成績2148戦314勝。

## 主な獲得タイトル
- 1988年 - 競輪祭新人王（小倉競輪場）